# مفتاح كعيبة
مفتاح محمد السنوسي كعيبة الأمين السابق لـمؤتمر الشعب العام في الجماهيرية. أحد رفاق الزعيم الليبي معمر القذافي درسا معا في «مدرسة مصراتة الثانوية»[بحاجة لمصدر]، وكان رفيقا له وأحد أنشط الخلايا المدنية المشكلة التي ساعدت في ثورة عام 1969. عرف عنه الولاء المطلق للعقيد القذافي. تولى عدة حقائب وزارية قبل تقلده لمهامه كأمينا (رئيساً) لمؤتمر الشعب العام، بينها وزارة العدل والأمن العام.والثروة البحرية والشباب والرياضة ومحافظ لشعبية سرت وشعبية مصراتة وامينا لجهاز تحصين الساحل الليبيى، أمين المؤتمر الشعبي لشعبية مصراتة (مصراتة + زليتن + بني وليد + تاورغاء) من مواليد 1942مدينة سرت الليبية (450 كم شرق طرابلس).
| سبقه الزناتي إمحمد الزناتي | أمين مؤتمر الشعب العام 2008-2009 | تبعه امبارك الشامخ |